# NBL 1983
Die NBL 1983 war die 5. Austragung der australasischen National Basketball League. Die mit sechzehn Teams aus Australien ausgetragene Meisterschaft begann am 10. Februar 1983 und endete am 4. Juli 1983. Im Finale konnte sich die Canberra Cannons gegen die West Adelaide Bearcats in einem Spiel durchsetzen und damit ihren ersten Meistertitel erringen.

## Modus
Jedes der sechzehn Teams ist aufgrund seiner geographischen Lage in die Eastern Division oder in die Western Division (jeweils 8 Teams) eingeteilt. Die Teams der beiden Divisionen tragen in der regulären Saison je elf Heim- und Auswärtsspiele aus. Dabei tritt jedes Team jeweils heim- und auswärts gegen jedes Team der eigenen Divison an und in jeweils einem Spiel gegen jedes Team der anderen Division. Die Spielzeit beträgt 2 × 20 Minuten. Es wird ohne eine Dreipunktelinie gespielt. Die vier besten Teams jeder Division qualifizieren sich für eine Qualifizierungsrunde in der jedes Team gegen die drei anderen Teilnehmer aus seiner Division jeweils einmal antritt. Die ersten beiden der East- und West-Qualifizierungsrunde gehen ins Playoff-Halbfinale, die anderen beiden scheiden aus. Alle Playoff-Runden werden in einem Spiel entschieden, wobei das besser gesetzte Team Heimrecht genießt.

## Tabellen
Abschlusstabelle nach Ende der Hauptrunde
- Für die Qualifizierungsrunde qualifiziert

### Eastern Division
| Pl. | Team                   | Spiele | Siege | Niederlagen | Siegquote | Punkte+ | Punkte- | Punktedifferenz | Heimbilanz | Auswärtsbilanz |
| --- | ---------------------- | ------ | ----- | ----------- | --------- | ------- | ------- | --------------- | ---------- | -------------- |
| 01. | Sydney Supersonics     | 22     | 19    | 3           | 86,36 %   | 1956    | 1710    | +246            | 11:0       | 8:3            |
| 02. | West Adelaide Bearcats | 22     | 17    | 5           | 77,27 %   | 2180    | 1972    | +208            | 10:1       | 7:4            |
| 03. | Coburg Giants          | 22     | 13    | 9           | 59,09 %   | 1976    | 1920    | +56             | 9:2        | 4:7            |
| 04. | Newcastle Falcons      | 22     | 13    | 9           | 59,09 %   | 2143    | 2076    | +67             | 8:3        | 5:6            |
| 05. | Brisbane Bullets       | 22     | 10    | 12          | 45,45 %   | 1734    | 1763    | −29             | 6:5        | 4:7            |
| 06. | Frankston Bears        | 22     | 6     | 16          | 27,27 %   | 1809    | 1863    | −54             | 3:8        | 3:8            |
| 07. | Illawarra Hawks        | 22     | 4     | 18          | 18,18 %   | 1929    | 2128    | +199            | 3:8        | 1:10           |
| 08. | Devonport Warriors     | 22     | 2     | 20          | 9,09 %    | 1674    | 2068    | −394            | 1:10       | 1:10           |

### Western Division
| Pl. | Team                | Spiele | Siege | Niederlagen | Siegquote | Punkte+ | Punkte- | Punktedifferenz | Heimbilanz | Auswärtsbilanz |
| --- | ------------------- | ------ | ----- | ----------- | --------- | ------- | ------- | --------------- | ---------- | -------------- |
| 01. | Geelong Cats        | 22     | 18    | 4           | 81,82 %   | 1953    | 1736    | +217            | 9:2        | 9:2            |
| 02. | Canberra Cannons    | 22     | 16    | 6           | 72,73 %   | 2049    | 1777    | +272            | 9:2        | 7:4            |
| 03. | Nunawading Spectres | 22     | 15    | 7           | 68,18 %   | 1964    | 1760    | +204            | 9:2        | 6:5            |
| 04. | St. Kilda Saints    | 22     | 12    | 10          | 54,55 %   | 1971    | 1942    | +29             | 8:3        | 4:7            |
| 05. | Bankstown Bruins    | 22     | 12    | 10          | 54,55 %   | 1737    | 1728    | +9              | 6:5        | 6:5            |
| 06. | Adelaide 36ers      | 22     | 11    | 11          | 50,00 %   | 2002    | 2047    | −45             | 7:4        | 4:7            |
| 07. | Westate Wildcats    | 22     | 6     | 16          | 27,27 %   | 1929    | 2171    | −242            | 5:6        | 1:10           |
| 08. | Hobart Devils       | 22     | 2     | 20          | 9,09 %    | 1757    | 2102    | −345            | 2:9        | 0:11           |

## Qualifizierungsrunde
- Für das Playoff-Halbfinale qualifiziert

### East
| Pl. | Team                   | Spiele | Siege | Niederlagen | Punkte+ | Punkte- | Punktedifferenz |
| --- | ---------------------- | ------ | ----- | ----------- | ------- | ------- | --------------- |
| 01. | West Adelaide Bearcats | 3      | 2     | 1           | 288     | 269     | +19             |
| 02. | Coburg Giants          | 3      | 2     | 1           | 285     | 271     | +14             |
| 03. | Sydney Supersonics     | 3      | 2     | 1           | 259     | 264     | −5              |
| 04. | Newcastle Falcons      | 3      | 0     | 3           | 267     | 295     | −28             |

### West
| Pl. | Team                | Spiele | Siege | Niederlagen | Punkte+ | Punkte- | Punktedifferenz |
| --- | ------------------- | ------ | ----- | ----------- | ------- | ------- | --------------- |
| 01. | Canberra Cannons    | 3      | 3     | 0           | 279     | 247     | +32             |
| 02. | Nunawading Spectres | 3      | 2     | 1           | 297     | 238     | +59             |
| 03. | Geelong Cats        | 3      | 1     | 2           | 250     | 287     | −37             |
| 04. | St. Kilda Saints    | 3      | 0     | 3           | 254     | 308     | −54             |

## Play-offs

### Modus
Die jeweils zwei besten Teams der Qualifizerungsrunde qualifizieren sich für die Playoffs. Dabei wird gemäß den Ergebnissen in der Qualifizierungsrunde eine Setzliste mit allen vier Teams erstellt. Der Erste spielt dann im Playoff-Halbfinale gegen den Vierten und der Zweite gegen den Dritten. Die Sieger ziehen ins Finale ein. Alle Playoff-Runden werden in einem Spiel entschieden, wobei das besser gesetzte Team Heimrecht genießt.

### Spiele
|  | Halbfinale | Halbfinale             | Halbfinale             |    |                     | Finale           | Finale | Finale |
|  |            |                        |                        |    |                     |                  |        |        |
|  | 1          | Canberra Cannons       | 80                     |    |                     |                  |        |        |
|  | 4          | Coburg Giants          | 75                     |    |                     |                  |        |        |
|  | 4          | Coburg Giants          | 75                     |    | 1                   | Canberra Cannons | 80     |        |
|  |            |                        |                        |    | 1                   | Canberra Cannons | 80     |        |
|  |            | 3                      | West Adelaide Bearcats | 73 |                     |                  |        |        |
|  | 2          | 3                      | West Adelaide Bearcats | 73 | Nunawading Spectres | 77               |        |        |
|  | 2          |                        |                        |    |                     | 77               |        |        |
|  | 3          | West Adelaide Bearcats | 84                     |    |                     |                  |        |        |

## Individuelle Auszeichnungen
- Most Valuable Player der regulären Saison (Andrew Gaze Trophy): Owen Wells (Sydney Supersonics)
- Rookie of the Year: Jaime Kennedy (Canberra Cannons)
- Best Defensive Player (Damian Martin Trophy): Phil Smyth (Canberra Cannons)
- Coach of the Year (Lindsay Gaze Trophy): Robbie Cadee (Bankstown Bruins)
- All-NBL First Team:[1]
  - Leroy Loggins (West Adelaide Bearcats)
  - James Crawford (Geelong Cats)
  - George Morrow (Newcastle Falcons)
  - Phil Smyth (Canberra Cannons)
  - Cal Bruton (Geelong Cats)